# Salvador González Albadalejo
Salvador González Albadalejo (Cartagena, España, 1911-Joinville-le-Pont, Francia, 1991) fue un dirigente del Partido Comunista de Cataluña (PCC) y la Unión General de Trabajadores (UGT) en Barcelona durante la Segunda República Española y la Guerra Civil.

## Biografía
Salvador González emigró a Barcelona con su familia cuando tenía siete años, tras la muerte de su padre. Trabajó en la construcción desde los trece años y se afilió muy joven a la Confederación Nacional del Trabajo, donde llegó a ser miembro del comité del Ramo de la Construcción de Barcelona.
En 1931 ingresó en el PCC, y al año siguiente fue candidato en las elecciones al Parlamento de Cataluña del 20 de noviembre.
En 1933, fue designado representante del PCC en un congreso europeo de juventudes comunistas celebrado en París. En 1934 viajó a Moscú, donde trabajó en las obras del Metro a la vez que recibía instrucción política. A su regreso a Barcelona formó parte de la fundación de las Juventudes Socialistas Unificadas y escogido miembro del secretariado de la UGT en Cataluña.
González fue el principal representante de la UGT en el Comité Central de Milicias Antifascistas de Cataluña, órgano efectivo de gobierno en Cataluña entre julio y septiembre de 1936. En aquellos mismos días participó en la fundación del Partido Socialista Unificado de Cataluña (PSUC). En agosto de 1936, tomó parte en la fundación de las Patrullas de Control del Comité, y continuó integrando su dirección en octubre, cuando este cuerpo de milicianos pasó al control de la Generalidad. Salvador González era uno de los miembros del tribunal que, de forma autónoma, dictaba sentencias sumarias a los prisioneros de las patrullas.
En 1937, tras la disolución de las Patrullas de Control, González fue nombrado comisario general del Cuerpo de Ingenieros del Ejército del Este, cargo que ocupó hasta el final del conflicto. Se exilió entonces en Francia, de donde ya nunca regresó. Se convirtió en el responsable político del PSUC en los campos de internamiento en Francia. A final de la Segunda Guerra Mundial fue apartado de la estructura del PSUC por una purga política, pero fue rehabilitado en la década de 1950 y ocupó un lugar en el comité del PSUC en su primer congreso durante el exilio.
En la década de 1980 era aún activo en la sección francesa del PSUC, donde influyó para que no se produjera la escisión del PCC, que ya era un hecho en Cataluña.